# Analog Worms Attack
Analog Worms Attack är den franska artisten Mr. Oizos debutalbum, utgivet 1999.

## Låtlista
1. "Bad Start" - 1:46
2. "Monophonic Shit" - 3:56
3. "No Day Massacre" - 4:17
4. "Smoking Tape" - 1:31
5. "Last Night a DJ Killed My Dog" - 4:28
6. "The Salad" - 3:03
7. "Bobby Can’t Dance" - 2:47
8. "Analog Worms Attack" - 4:52
9. "One Minute Shakin" - 1:13
10. "Inside the Kidney Machine" - 4:51
11. "Miaaaw" - 4:23
12. "Flat 55" - 2:22
13. "Feadz On" - 1:11
14. "Analog Wormz Sequel" - 3:39
15. "Flat Beat" - 5:17 (bonusspår)